# Olive Soulouque
Olive Soulouque, appelée aussi Olive Faustin, également surnommée « Madame Première » pendant la période du Second Empire, née à Anse-à-Veau, le 29 novembre 1842 et décédée à Anse-à-Galets, le 23 juillet 1883, est une princesse impériale d'Haïti, fille aînée de l'empereur Faustin Ier et de l'impératrice Adélina Lévêque, et également reine de l'île de La Gonâve de 1870 à sa mort sous le nom de Olive Ire (aussi surnommée « reine Olivia »), et la première à diriger l'île tout en étant en sécession avec le gouvernement haïtien central.

## Biographie

### Héritière de l'Empire

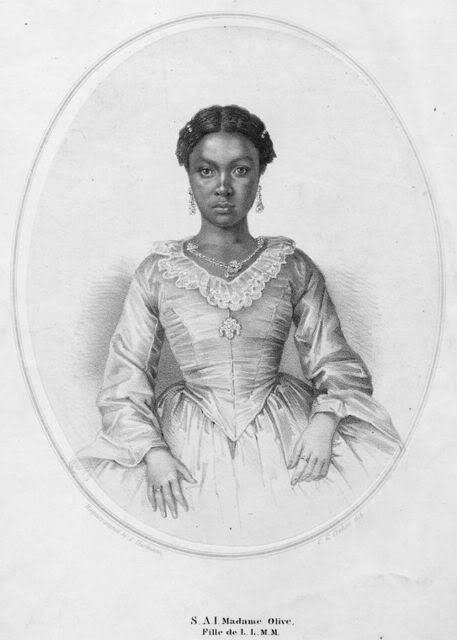
Portrait de la princesse Olive Soulouque.

Geneviève Olive était l'aînée des trois filles de Faustin Soulouque et d'Adélina Lévêque. Née illégitimement, elle fut légitimée après le mariage de ses parents, le 31 décembre 1847, et porta le titre de princesse et reçut le titre d'altesse impériale le 26 août 1849, date de la proclamation du Second Empire et de l'accession au trône de son père, Faustin Ier.
Le 31 août 1849, elle est faite princesse impériale après la mort de son demi-frère, Augustin, l’héritier légitime de l’empereur Faustin. Bien qu’initialement la succession impériale soit exclusivement réservée à la progéniture masculine, l’empereur modifie les règles de succession au trône dans une circulaire, pour permettre à sa fille aînée de lui succéder, et de transmettre le trône à ses descendants légitimes masculins. Lorsque son père fut déposé en 1859, elle et sa famille suivirent ses parents en exil.

### La fin de l'exil
En 1867, le dictateur Sylvain Salnave fait revenir l'ancienne famille impériale en Haïti. Un mois après son retour, l'ex-empereur Faustin meurt le 6 août 1867 à Petit-Goâve. Avec cette disparition, Olive devient, pour les partisans soulouquistes, la cheffe de la maison impériale, même si toutefois elle reconnaît Salnave comme le chef d'État légitime.
En décembre 1869, après la défaite de Salnave contre les forces de Nissage Saget et de Michel Domingue, ses fidèles, ainsi que les anciens partisans de l'Empire, s'empressent de prendre la route de l'exil.
Alors qu'elle envisageait de se réfugier une nouvelle fois en Jamaïque, la princesse Olive s'installe finalement sur l'île haïtienne de La Gonâve, avec sa famille et ses partisans. L'île abrite déjà de nombreux réfugiés haïtiens, en grande partie d'anciens soldats de la garde impériale et d'autres sujets restaient fidèles à l'Empire.

### Souveraine de La Gonâve
Après l'annonce de l'exécution de Sylvain Salnave le 15 janvier 1870, les principaux administrateurs et hauts dignitaires présents sur La Gonâve, décident de faire sécession avec le gouvernement haïtien, et mettent en place un système monarchique sur l'île avec la famille Soulouque. La princesse Olive est ainsi proclamée reine de La Gonâve.

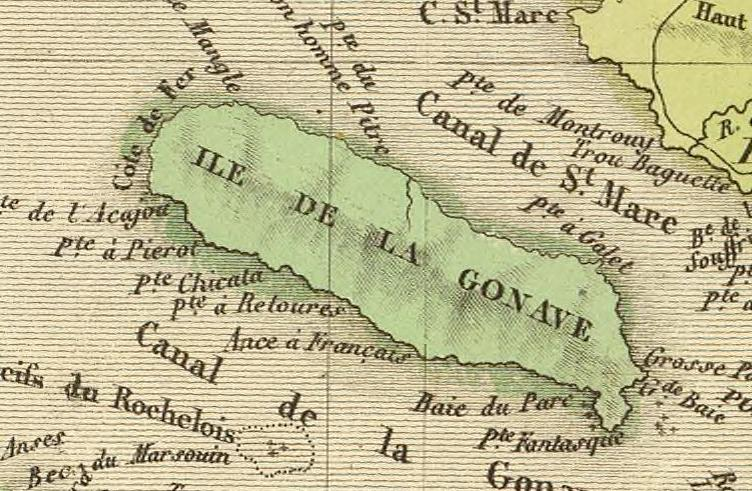
Carte de l'île de La Gonâve (1825).

La reine devient alors une figure de proue d'une société matriarcale, dominant les affaires sociales et économiques de La Gonâve. Le vaudou, croyance aux origines africaines, est très présent sur l'île, bien que la famille impériale soit de confession catholique. Les adeptes du vaudouisme vont alors vouer un véritable culte autour de la fonction royale et de l'image même de la reine.
L'autorité de la reine Olive sur l'île de La Gonâve n'est pas officiellement reconnu par le gouvernement républicain. Malgré cela, elle est considérée par la population de l'île comme la souveraine naturelle et spirituelle. En 1880, le nouveau dictateur haïtien, Lysius Salomon, ancien ministre de l'empereur Faustin et fidèle de la famille Soulouque, reconnaît le statut particulier de La Gonâve, acceptant l'idée d'une monarchie traditionnelle permettant à l'île de se développer sans l'intervention du gouvernement central.
La reine meurt à Anse-à-Galets, principale commune de l'île, le 23 juillet 1883, laissant ainsi le trône de La Gonâve à sa sœur cadette, la princesse Célita.

## Mariage et descendance
Le 23 juillet 1861, elle épouse à Kingston, le comte de Pétion-Ville, Pierre-Joseph Théodore de Vil-Lubin (1839-1881), son cousin éloigné. De cette union naquit un fils: le prince Faustin-Elvérius de Vil-Lubin (1865-1877), mort sans postérité.